# Кемпбелл (Флорида)
Кемпбелл (англ. Campbell) — переписна місцевість (CDP) в США, в окрузі Осіола штату Флорида. Населення — 2610 осіб (2020).

## Географія
Кемпбелл розташований за координатами 28°15′34″ пн. ш. 81°27′3″ зх. д. / 28.25944° пн. ш. 81.45083° зх. д. (28.259333, -81.450825). За даними Бюро перепису населення США в 2010 році переписна місцевість мала площу 4,97 км², з яких 4,92 км² — суходіл та 0,05 км² — водойми.

## Демографія
Згідно з переписом 2010 року, у переписній місцевості мешкало 2479 осіб у 1189 домогосподарствах у складі 588 родин. Густота населення становила 499 осіб/км². Було 1643 помешкання (331/км²).
Расовий склад населення:
| - 90,3 % — білих - 2,3 % — чорних або афроамериканців - 1,4 % — азіатів - 0,2 % — корінних американців - 3,5 % — осіб інших рас |

До двох чи більше рас належало 2,3 %. Частка іспаномовних становила 15,5 % від усіх жителів.
За віковим діапазоном населення розподілялося таким чином: 11,6 % — особи молодші 18 років, 40,9 % — особи у віці 18—64 років, 47,5 % — особи у віці 65 років та старші. Медіана віку мешканця становила 63,3 року. На 100 осіб жіночої статі у переписній місцевості припадало 81,2 чоловіків; на 100 жінок у віці від 18 років та старших — 75,6 чоловіків також старших 18 років.
Середній дохід на одне домашнє господарство становив 40 777 доларів США (медіана — 31 939), а середній дохід на одну сім'ю — 50 604 долари (медіана — 46 677). За межею бідності перебувало 16,3 % осіб, у тому числі 16,4 % дітей у віці до 18 років та 11,6 % осіб у віці 65 років та старших.
Цивільне працевлаштоване населення становило 641 особа. Основні галузі зайнятості: мистецтво, розваги та відпочинок — 37,8 %, науковці, спеціалісти, менеджери — 19,2 %, фінанси, страхування та нерухомість — 13,7 %, будівництво — 12,3 %.